# Jared Rosholt
Jared Rosholt (Sandpoint, Idaho, 4 de agosto de 1986) é um lutador de MMA que compete entre os Pesos Pesados no Ultimate Fighting Championship. Ele é o irmão mais novo do ex-lutador do UFC e Bellator, Jake Rosholt.

## Background
Rosholt nasceu e foi criado em Sandpoint e estudou na Sandpoint High School antes de se mudar para Oklahoma. Ele competiu no wrestling e também no futebol americano. No wrestling foi membro do Wrestling USA Magazine's 2005 All-America Dream Team, sendo quatro vezes campeão estadual e duas vezes vice-campeão nacional.
Rosholt continuou lutando em Universidade Estadual de Oklahoma, seguindo os passos de seu irmão mais velho, Jake, campeão nacional três vezes para os Cowboys. Jared Rosholt passou a ser três vezes All-American e terminou sua carreira colegial com um registro total de 125-27. Esse recorde qualificou-o como o maior vencedor peso pesado na história do programa de luta livre estadual de Oklahoma. Suas 125 vitórias também qualificam-se como o quinto maior número de vitórias por um lutador de qualquer categoria de peso na história do estado de Oklahoma. Rosholt terminou em quarto lugar na sua divisão em 2008 nos campeonatos de luta livre da NCAA,  terceiro em 2009,  e segundo em 2010. 
Rosholt sempre seguiu a combinação de tamanho e agilidade e muito se perguntava se ele seguiria os passos de seu irmão mais velho em competições de MMA.

## Carreira no MMA

### Início da Carreira
Rosholt fez sua estréia profissional de artes marciais mistas em 26 de fevereiro de 2011, onde venceu por finalização (socos) em apenas 1:17 do primeiro round.

### Ultimate Fighting Championship
Rosholt anunciou em setembro de 2013 que ele havia assinado com o UFC. Ele fez sua estréia contra o companheiro recém-chegado Walt Harris em 30 de novembro de 2013 no The Ultimate Fighter 18 Finale. Depois de ser deixado cair no primeiro roun, Rosholt conseguiu recuperar no segundo e terceiro rounds, vencendo a luta por decisão unânime.
Rosholt voltou ao octógono em abril de 2014 no UFC Fight Night: Nogueira vs. Nelson em Abu Dhabi. Rosholt venceu por decisão unânime.
Rosholt enfrentou Soa Palelei no UFC Fight Night: Te-Huna vs. Marquardt no dia 28 de junho de 2014 na Nova Zelândia. Em uma luta morna e muito vaiada, Rosholt venceu por decisão unânime.
Rosholt enfrentou Oleksiy Oliynyk em 22 de Novembro de 2014 no UFC Fight Night: Edgar vs. Swanson. Ele foi derrotado por nocaute no primeiro round, em uma luta eletrizante, onde Rosholt estava vencendo até o momento que tomou o soco e caiu apagado no chão.
Rosholt enfrentou Josh Copeland em 14 de Março de 2015 no UFC 185 e venceu por nocaute técnico no terceiro round.
Rosholt enfrentou Timothy Johnson em 8 de Agosto de 2015 no UFC Fight Night: Teixeira vs. St. Preux. Ele venceu por decisão unânime.
Rosholt enfrentou Stefan Struve em 14 de Novembro de 2015 no UFC 193 e o venceu por decisão unânime.
Rosholt agora é esperado para enfrentar o veterano Roy Nelson em 6 de Fevereiro de 2016 no UFC 196.

## Vida pessoal
Além de seu irmão Jake, Rosholt tem outros dois irmãos; uma irmã e um irmão que também competiu no wrestling em Oklahoma State University

## Campeonatos e realizações

### Wrestling
- Quatro vezes Division 1; Qualifier[8]
- Vice-campeão NCAA 2010;
- Três vezes All-American;
- Três vezes finalista no Big 12;
- Maior campeão peso pesado do Oklahoma State University.

## Cartel no MMA
| Cartel no MMA   |             |            |
| 17 lutas        | 14 vitórias | 3 derrotas |
| Por nocaute     | 4           | 2          |
| Por finalização | 3           | 0          |
| Por decisão     | 7           | 1          |

| Res.    | Cartel | Oponente           | Método                        | Evento                                      | Data       | Round | Tempo | Local                | Notas                             |
| ------- | ------ | ------------------ | ----------------------------- | ------------------------------------------- | ---------- | ----- | ----- | -------------------- | --------------------------------- |
| Derrota | 14-3   | Roy Nelson         | Decisão (unânime)             | UFC Fight Night: Hendricks vs. Thompson     | 06/02/2016 | 3     | 5:00  | Las Vegas, Nevada    |                                   |
| Vitória | 14-2   | Stefan Struve      | Decisão (unânime)             | UFC 193: Rousey vs. Holm                    | 14/11/2015 | 3     | 5:00  | Melbourne            |                                   |
| Vitória | 13-2   | Timothy Johnson    | Decisão (unânime)             | UFC Fight Night: Teixeira vs. St. Preux     | 08/08/2015 | 3     | 5:00  | Nashville, Tennessee |                                   |
| Vitória | 12-2   | Josh Copeland      | Nocaute Técnico (socos)       | UFC 185: Pettis vs. dos Anjos               | 14/03/2015 | 3     | 3:12  | Dallas, Texas        |                                   |
| Derrota | 11-2   | Oleksiy Oliynyk    | Nocaute (socos)               | UFC Fight Night: Edgar vs. Swanson          | 22/11/2014 | 1     | 3:21  | Austin, Texas        |                                   |
| Vitória | 11-1   | Soa Palelei        | Decisão (unânime)             | UFC Fight Night: Te-Huna vs. Marquardt      | 28/06/2014 | 3     | 5:00  | Auckland             |                                   |
| Vitória | 10–1   | Daniel Omielańczuk | Decisão (unânime)             | UFC Fight Night: Nogueira vs. Nelson        | 11/04/2014 | 3     | 5:00  | Abu Dhabi            |                                   |
| Vitória | 9–1    | Walt Harris        | Decisão (unânime)             | TUF 18 Finale                               | 30/11/2013 | 3     | 5:00  | Las Vegas, Nevada    |                                   |
| Vitória | 8–1    | Jason Walraven     | Nocaute (soco)                | C3 Fights - Summer Slamfest 2               | 02/08/2013 | 1     | 0:34  | Newkirk, Oklahoma    |                                   |
| Vitória | 7–1    | Richard White      | Nocaute Técnico (socos)       | C3 Fights - Fighting For "Moore" Than Money | 07/06/2013 | 1     | 1:38  | Newkirk, Oklahoma    |                                   |
| Vitória | 6–1    | Bobby Brents       | Decisão (unânime)             | C3 Fights - Rock Em Sock Em Weekend         | 27/04/2013 | 3     | 5:00  | Clinton, Oklahoma    |                                   |
| Vitória | 5–1    | Richard Odoms      | Decisão (unânime)             | Legacy FC 17                                | 01/02/2013 | 3     | 5:00  | San Antonio, Texas   |                                   |
| Derrota | 4–1    | Derrick Lewis      | Nocaute (socos)               | Legacy FC 13                                | 17/08/2012 | 2     | 4:41  | Dallas, Texas        | Pela chance de disputar o Título. |
| Vitória | 4–0    | Robert Haney       | Finalização (chutes no corpo) | C3 MMA Championship Fights                  | 04/06/2011 | 1     | 1:56  | Concho, Oklahoma     |                                   |
| Vitória | 3–0    | Kirk Grinlinton    | Nocaute Técnico (socos)       | Titan FC 18: Pulver vs. Davidson            | 27/05/2011 | 1     | 1:37  | Kansas City, Kansas  |                                   |
| Vitória | 2–0    | Ray Clayton        | Finalização (americana)       | Cowboy MMA - Caged Cowboys                  | 21/05/2011 | 2     | 4:48  | Ponca City, Oklahoma |                                   |
| Vitória | 1–0    | Dee Burchfield     | Finalização (socos)           | Art of War Cage Fights                      | 26/02/2011 | 1     | 1:17  | Ponca City, Oklahoma |                                   |